# Lev Gonov
Lev Alekseevič Gonov (in russo Лев Алексеевич Гонов?; 6 gennaio 2000) è un pistard e ciclista su strada russo che corre per l'XDS Astana Development Team, campione europeo 2020 di inseguimento a squadre.

## Palmarès

### Pista
- 2017

Campionati europei, Inseguimento a squadre Junior (con Gleb Syrica, Ivan Smirnov e Dmitrij Muchomed'jarov)
Campionati del mondo, Inseguimento a squadre Junior (con Gleb Syrica, Ivan Smirnov e Dmitrij Muchomed'jarov)
- 2018

Campionati russi, Inseguimento a squadre (con Gleb Syrica, Aleksandr Evtušenko e Ivan Smirnov)
Campionati del mondo, Inseguimento individuale Junior
GP Moscow (Mosca), Corsa a punti
- 2019

GP Minsk, Inseguimento a squadre (con Gleb Syrica, Ivan Smirnov e Nikita Bersenev)
GP Minsk, Inseguimento individuale
GP Tula, Americana (con Gleb Syrica)
GP Moscow, Americana (con Gleb Syrica)
Giochi europei, Inseguimento a squadre Under-23 (con Gleb Syrica, Ivan Smirnov e Nikita Bersenev)
Campionati europei, Inseguimento a squadre (con Gleb Syrica, Ivan Smirnov e Dmitrij Muchomed'jarov)
Campionati russi, Inseguimento a squadre (con Gleb Syrica, Nikita Bersenev e Ivan Smirnov)
- 2020

Campionati russi, Americana (con Kirill Svešnikov)
Campionati russi, Inseguimento individuale
Campionati russi, Inseguimento a squadre (con Gleb Syrica, Nikita Bersenev e Ivan Smirnov)
Campionati europei, Inseguimento a squadre Under-23 (con Gleb Syrica, Ivan Smirnov e Nikita Bersenev)
Campionati europei, Americana Under-23 (con Ivan Smirnov)
Campionati europei, Inseguimento a squadre (con Aleksandr Dubčenko, Nikita Bersenev e Aleksandr Evtušenko)
Campionati russi, Americana (con Ivan Smirnov)
- 2021

2ª prova Coppa delle Nazioni, Inseguimento a squadre (San Pietroburgo, con Gleb Syrica, Egor Igošev e Ivan Smirnov)
2ª prova Coppa delle Nazioni, Americana (San Pietroburgo, con Ivan Smirnov)
Campionati russi, Inseguimento a squadre (con Gleb Syrica, Ivan Novolodskij e Egor Igošev)
- 2024

Fiorenzuola, Americana (con Ivan Smirnov)

### Strada
- 2019 (Lokosphinx, una vittoria)

5ª tappa Tour of Fuzhou (Fuqing > Fuqing)
- 2024 (PC Baix Ebre/Astana Qazaqstan Development Team, due vittorie)

Prologo Tour of Szeklerland (Sfântu Gheorghe > Sfântu Gheorghe, cronometro)
Classifica generale Tour of Szeklerland
- 2025 (XDS Astana Team, una vittoria)

3ª tappa Giro di Turchia (Fethiye > Marmaris)

#### Altri successi
- 2019 (Lokosphinx)

Trofeo Excmo, Ayuntamiento de Zamora
- 2020

2ª tappa Volta Provincia de Valencia (Llíiria)
- 2023 (C.C. Catalunya-Barcelona)

1ª tappa Five Rings of Moscow (Mosca > Mosca, cronometro)
- 2024 (PC Baix Ebre)

Prologo Five Rings of Moscow (Krylatskoye > Krylatskoye, cronometro)
Classifica generale Five Rings of Moscow
Trofeo Guerrita - Memorial Juan Romero y Diego Sánchez
Klassika Olot - Trofeu Festes del Tura
- 2024 (Astana Qazaqstan Development Team)

Classifica a punti Tour of Szeklerland

## Piazzamenti

### Competizioni mondiali
- Campionati del mondo su pista

Montichiari 2017 - Inseguimento a squadre Junior: vincitore
Montichiari 2017 - Inseguimento individuale Junior: 3º
Montichiari 2017 - Americana Junior: 2º
Apeldoorn 2018 - Inseguimento a squadre: 7º
Aigle 2018 - Inseguimento a squadre Junior: 5º
Aigle 2018 - Inseguimento individuale Junior: vincitore
Aigle 2018 - Americana Junior: 2º
Pruszków 2019 - Inseguimento a squadre: 14º
Berlino 2020 - Inseguimento a squadre: 10º
Roubaix 2021 - Inseguimento a squadre: 6º
Roubaix 2021 - Inseguimento individuale: 11º
Roubaix 2021 - Americana: 10º
- Campionati del mondo su strada

Innsbruck 2018 - Cronometro Junior: 11º
Innsbruck 2018 - In linea Junior: 35º

### Competizioni europee
- Campionati europei su pista

Anadia 2017 - Inseguimento a squadre Junior: vincitore
Anadia 2017 - Inseguimento individuale Junior: 5º
Anadia 2017 - Americana Junior: 10º
Glasgow 2018 - Inseguimento a squadre: 6º
Aigle 2018 - Inseguimento a squadre Under-23: 3º
Gand 2019 - Inseguimento individuale Under-23: 3º
Gand 2019 - Inseguimento a squadre Under-23: vincitore
Gand 2019 - Americana Under-23: 6º
Apeldoorn 2019 - Inseguimento a squadre: 9º
Fiorenzuola d'Arda 2020 - Inseguimento individuale Under-23: 3º
Fiorenzuola d'Arda 2020 - Inseguimento a squadre Under-23: vincitore
Fiorenzuola d'Arda 2020 - Americana Under-23: vincitore
Plovdiv 2020 - Inseguimento a squadre: vincitore
Plovdiv 2020 - Inseguimento individuale: 3º
Plovdiv 2020 - Americana: 4º
Grenchen 2021 - Inseguimento a squadre: 8º
Grenchen 2021 - Inseguimento individuale: 2º
Grenchen 2021 - Americana: 5º
- Campionati europei su strada

Trento 2021 - Cronometro Under-23: 5º
Trento 2021 - In linea Under-23: 32º
- Giochi europei

Minsk 2019 - Inseguimento a squadre: vincitore
Minsk 2019 - Americana: 10º